# سفر (فیلم نروژی ۲۰۲۱)
سفر (به انگلیسی: The Trip) یک فیلم اکشن کمدی ترسناک نروژی محصول سال ۲۰۲۱ به کارگردانی تومی ویرکولا با بازی اکسل هنی، نیلس اوله اوفته‌برو و نومی راپاس است.

## انتشار
اولین نمایش این فیلم در ۳۰ ژوئیه ۲۰۲۱ در نروژ انجام شد و در سپتامبر همان سال در گروه فستیوال فست ظاهر شد. در ۱۵ اکتبر ۲۰۲۱ به صورت بین‌المللی منتشر شد و برای پخش در نتفلیکس در دسترس است.

## داستان
داستان زوج نافرجامی که برای برقراری ارتباط مجدد به یک کلبه دور افتاده می‌روند. اما هر کدام قصد کشتن یکدیگر را دارند. اما قبل از اینکه آنها بتوانند برنامه‌های خود را اجرا کنند، مهمانان ناخوانده‌ای برایشان و با خطر بیشتری روبرو می‌شوند.

## بازخوردها
در وب‌سایت جمع‌آوری نقد راتن تومیتوز بر اساس نظرات ۱۲ منتقد امتیاز ۹۲ درصدی دارد.